# Tjener
En tjener er en person, der arbejder på en restaurant, en bar eller i private hjem og serverer mad og drikke.